# ديف باسيت
ديف باسيت (بالإنجليزية: Dave Bassett)‏ (4 سبتمبر 1944 في المملكة المتحدة - ) هو مدرب كرة قدم ولاعب كرة قدم بريطاني في مركز الوسط. لعب مع ويكمب وندررز ونادي ويمبلدون وسانت ألبانز سيتي.

## وصلات خارجية
- ديف باسيت على موقع قاعدة بيانات كرة القدم.إي يو (الإنجليزية)
- ديف باسيت على موقع Soccerbase.com (مدرب) (الإنجليزية)